# António Fonseca
António Manuel Tavares Fonseca (Lisbona, 30 gennaio 1965) è un allenatore di calcio ed ex calciatore portoghese, di ruolo difensore.

## Carriera

### Club
Ha sempre giocato nel campionato portoghese.

### Nazionale
Ha collezionato 4 presenze con la maglia della Nazionale.

## Statistiche

### Cronologia presenze e reti in Nazionale
| Cronologia completa delle presenze e delle reti in nazionale ― Portogallo | Cronologia completa delle presenze e delle reti in nazionale ― Portogallo | Cronologia completa delle presenze e delle reti in nazionale ― Portogallo | Cronologia completa delle presenze e delle reti in nazionale ― Portogallo | Cronologia completa delle presenze e delle reti in nazionale ― Portogallo | Cronologia completa delle presenze e delle reti in nazionale ― Portogallo | Cronologia completa delle presenze e delle reti in nazionale ― Portogallo | Cronologia completa delle presenze e delle reti in nazionale ― Portogallo |
| Data                                                                      | Città                                                                     | In casa                                                                   | Risultato                                                                 | Ospiti                                                                    | Competizione                                                              | Reti                                                                      | Note                                                                      |
| ------------------------------------------------------------------------- | ------------------------------------------------------------------------- | ------------------------------------------------------------------------- | ------------------------------------------------------------------------- | ------------------------------------------------------------------------- | ------------------------------------------------------------------------- | ------------------------------------------------------------------------- | ------------------------------------------------------------------------- |
| 29/03/1989                                                                | Lisbona                                                                   | Portogallo                                                                | 6 – 0                                                                     | Angola                                                                    | Settantacinquesimo anniversario della FPF                                 | -                                                                         |                                                                           |
| 11/10/1989                                                                | Saarbrücken                                                               | Lussemburgo                                                               | 0 – 3                                                                     | Portogallo                                                                | Qual. Mondiali 1990                                                       | -                                                                         | 33’                                                                       |
| 29/08/1990                                                                | Lisbona                                                                   | Portogallo                                                                | 1 – 1                                                                     | Germania                                                                  | Amichevole                                                                | -                                                                         |                                                                           |
| 12/09/1990                                                                | Helsinki                                                                  | Finlandia                                                                 | 0 – 0                                                                     | Portogallo                                                                | Qual. Euro 1992                                                           | -                                                                         | 64’                                                                       |
| Totale                                                                    |                                                                           | Presenze                                                                  | 4                                                                         |                                                                           | Reti                                                                      | 0                                                                         |                                                                           |

## Palmarès

### Giocatore

#### Competizioni nazionali
- Campionato portoghese: 1

Benfica: 1988-1989
- Supercoppa di Portogallo: 1

Benfica: 1989